# NGC 7331
NGC 7331，即科德韦尔30（Caldwell 30），是距離地球約40 × 106光年（12百萬秒差距）的無棒螺旋星系，在天球上位於飛馬座。該星系於1784年被威廉·赫歇爾發現。NGC 7331是NGC 7331群中最明亮的成員星系。與NGC 7331同一視線方向星系有透鏡狀或無棒螺旋星系NGC 7335與7336、棒旋星系NGC 7337和椭圆星系NGC 7340，但這些星系距離地球約3.32、3.65、3.48與2.94億光年，與NGC 7331並無直接關聯。在NGC 7331的可見光和近紅外影像中。星系核心似乎稍微偏離中心，使盤面的一側似乎比相對另一側更遠離核心。 
這個星系的大小和結構都與我們所在的星系相似，因此曾經被認為是「銀河系的雙胞胎」。然而，2000年代起對銀河系結構的新發現已經使所謂的相似性受到質疑；尤其是今日一般認為我們的銀河系是棒旋星系、而NGC 7331是無棒螺旋星系。

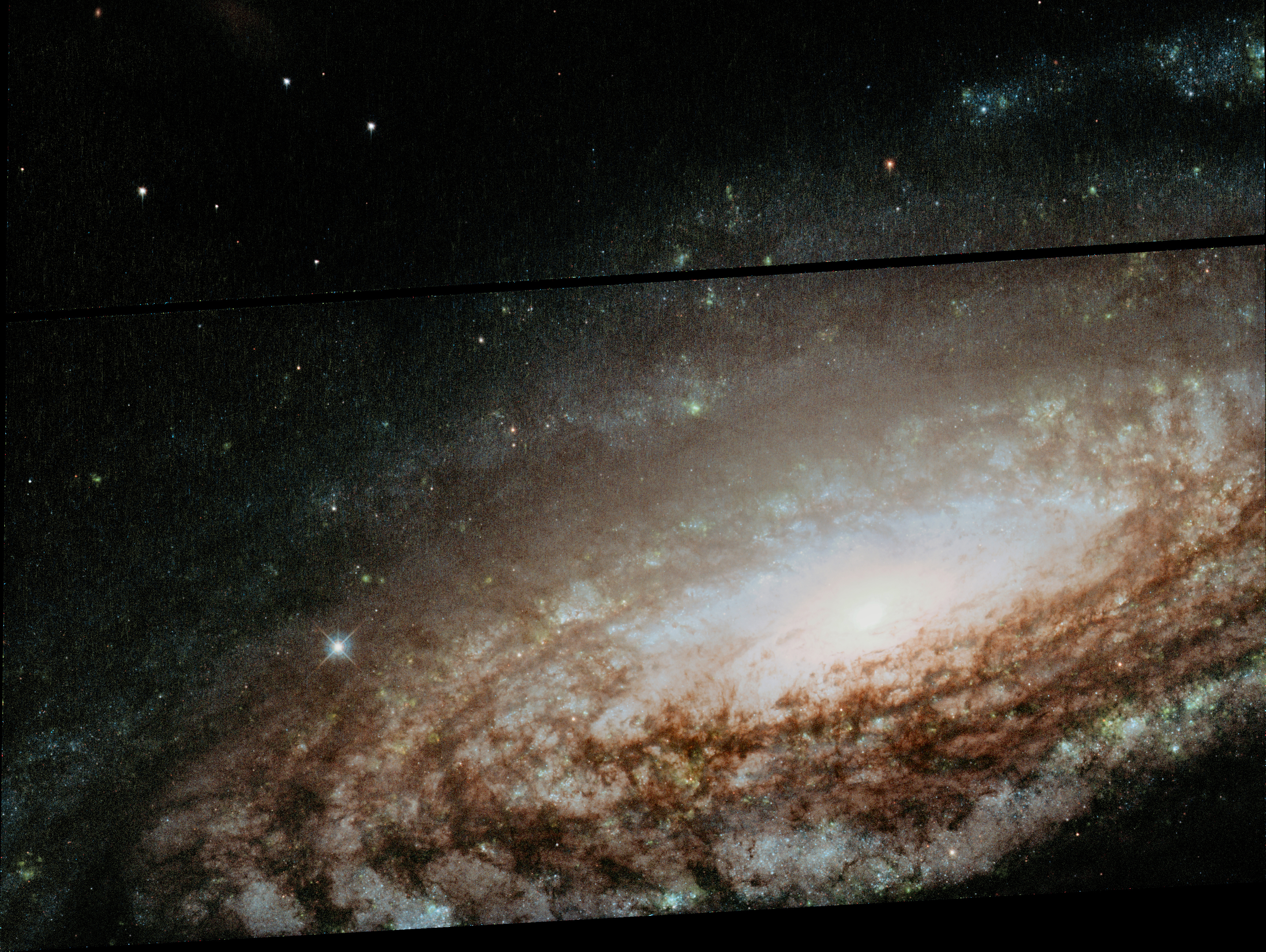
哈伯太空望遠鏡拍攝NGC 7331影像。

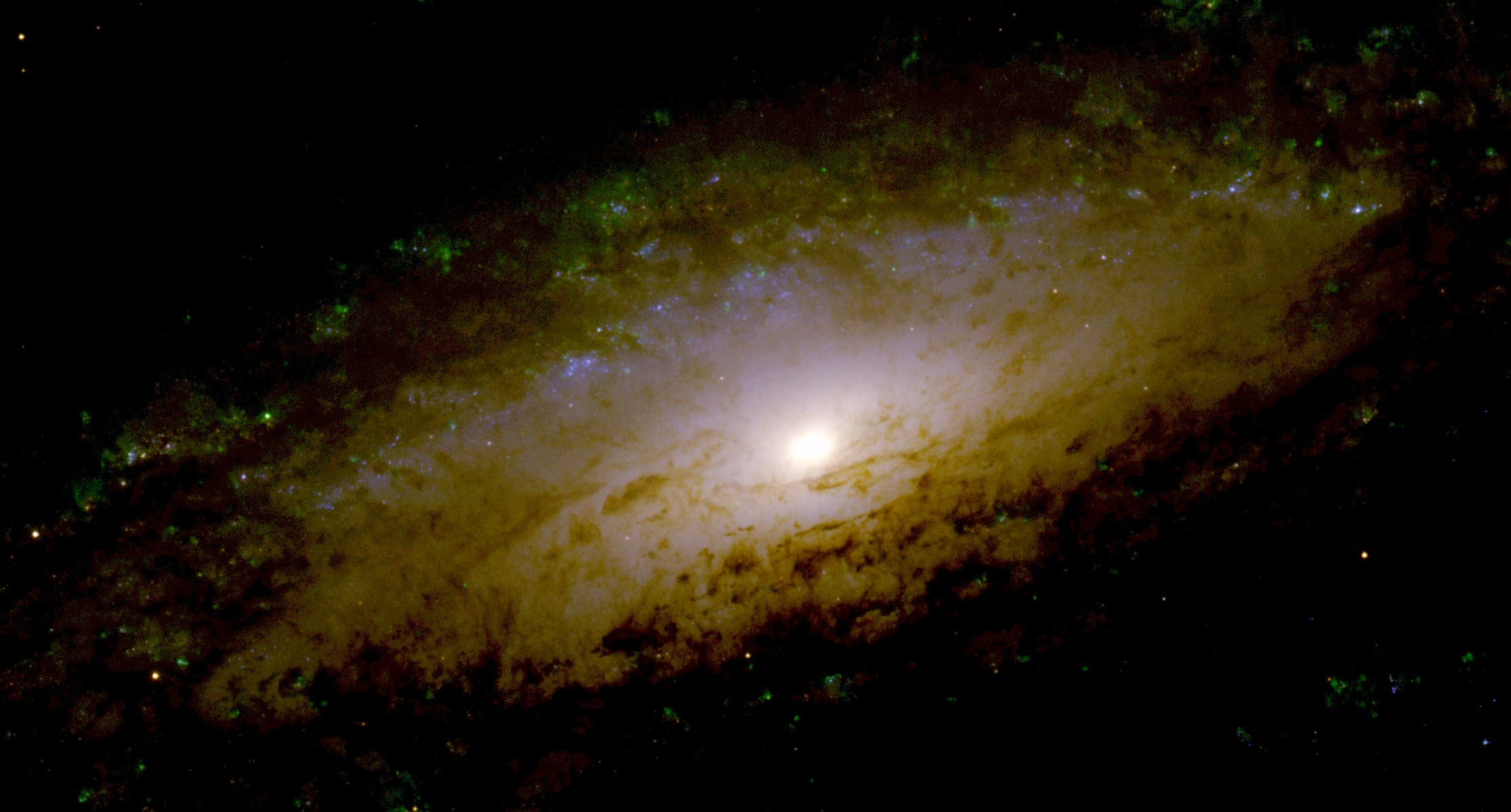
哈伯太空望遠鏡拍攝核心部分增揚NGC 7331影像。

## 逆向旋轉核心
在螺旋星系中，中央隆起的核心部分的旋轉方向通常與盤面相同，但星系NGC 7331中的核球旋轉方向卻與圓盤部分相反。 

## 圖片集

NGC 7331的體積、形狀與質量和銀河系相近[8]。
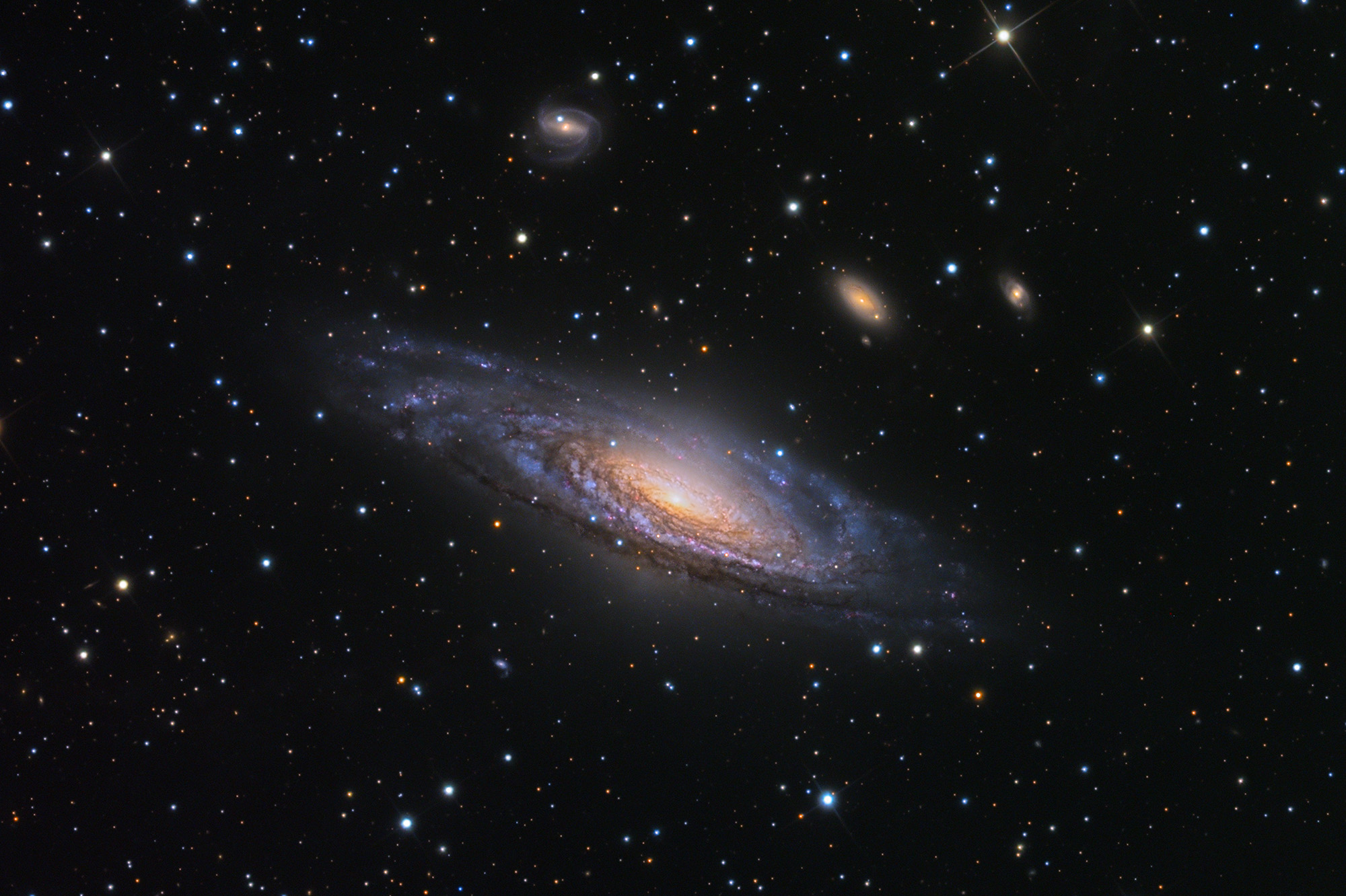
美國萊蒙山天文台24英吋望遠鏡拍攝NGC 7331影像。

## 超新星

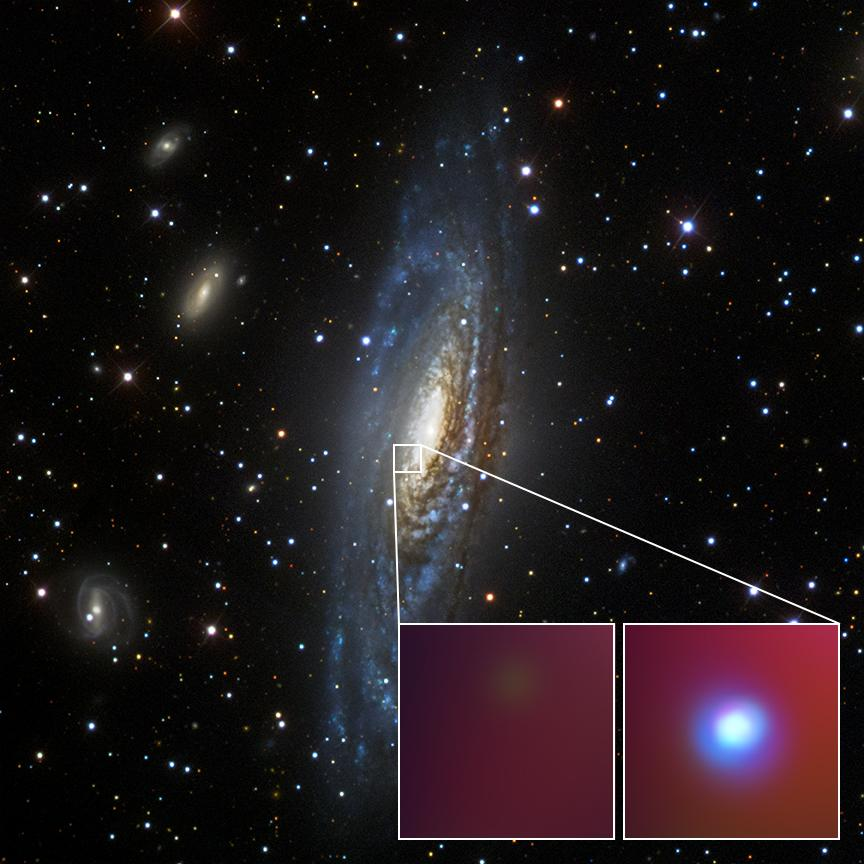
超新星SN 2014C的可見光與X射線影像，影像編號PIA21088 。

NGC 7331中較早發現的超新星有II-L型超新星SN 1959D是天文學家在NGC 7331發現的第一顆超新星。，它是由米爾頓·赫馬森和H.S.蓋茲在帕洛马山天文台的巡天觀測中發現的。
NGC 7331內較近期觀測到的超新星有SN 2013bu、SN 2014C和SN 2025rbs。其中SN 2014C的光譜在一年內經歷了從缺乏氫的Ib型超新星到富含氫的IIn型超新星的不尋常型態變化。

## 外部連結
- Calar Alto Observatory – NGC 7331
- APOD (2004-07-01)（页面存档备份，存于） – "A Galaxy So Inclined"
- SST – "Morphology of Our Galaxy's 'Twin'"
- NGC 7331（页面存档备份，存于） at the astro-photography site of Mr. T. Yoshida
- NGC7331 at W. Kloehr Astrophotography
- WikiSky上关于NGC 7331的内容：DSS2, SDSS, GALEX, IRAS, 氢α, X射线, 天文照片, 天图, 文章和图片